# Моторола
Моторола (на английски: Motorola, Inc) е американска интернационална комуникационна компания, основана в Шаумбург (предградие на Чикаго), щата Илинойс.
На 4 януари 2011 г. компанията се разделя на 2 независими части: 
- Motorola Mobility, която се занимава с производството на мобилни телефони, смартфони, таблети (предимно за частните потребители).
- Motorola Solutions – с производството на продукти използвани предимно от индустрията, в публичния сектор, големите фирми и корпорации, напр. мрежови системи и устройства, радиотехника.

През август 2011 Гугъл обявява, че планира да закупи Motorola Mobility за 12.5 млрд. долара.
На 29 януари 2014 г. Лари Пейдж обявява, че Гугъл продава Моторола на Lenovo за сумата от 2,91 млрд. долара, като запазва 17 хилядите патента, които компанията притежава. 

## История
Моторола стартира като корпорация Галвин Манифакчъринг (Galvin Manufacturing) през 1928 година. Името Моторола е от 1928, но е търговска марка от 1930 година. Основателят Пол Галвин измисля името Моторола, когато компанията започва да произвежда радиоприемници за автомобили. Много компании, които са се занимавали с производство в областта на фотографията, радиоприемниците и други звукови апаратури през 20-те години са използвали наставката „-ola“. Префикса на фирмата „motor-“ е избран заради фокусирането ѝ в производството на автомобилна електроника.

## Интересно
Радиостанцията по която Нийл Армстронг (програма Аполо 11) съобщава на Земята, че е кацнал на Луната е марка Моторола.

## Моторола и микроелектрониката
Моторола е известна също с полупроводниковите си предприятия, между другото произвели прочутите микропроцесори 6800 (8-битов) и 68000 (16/32-битов). Функционален аналог на първия от тях, наречен СМ 601, както и поредица съпътстващи микроконтролери от съответната компютърна архитектура, бяха проектирани в софийския Институт по микроелектроника и произвеждани там, а в по-големи количества и в Завода за интегрални схеми – Ботевград.
Особено успешен е микропроцесорът Motorola 6800. От 1979 г. насам, вече 3 десетилетия, той все още се произвежда в технологично и схемно подобрени варианти от редица фирми по света и архитектурата 68000 се използва.
Полупроводниковият отдел на Моторола се отделя последователно в две самостоятелни фирми: ON Semiconductor и Freescale Semiconductor, Inc. След демократичните промени в Източна Европа ON Semiconductor инвестира в полупроводниковите производствени мощности на Чехия и Словакия. Така двете страни съумяват да запазят отрасъла и специалистите си. Freescale се настанява солидно в Румъния.